# Luck Mervil

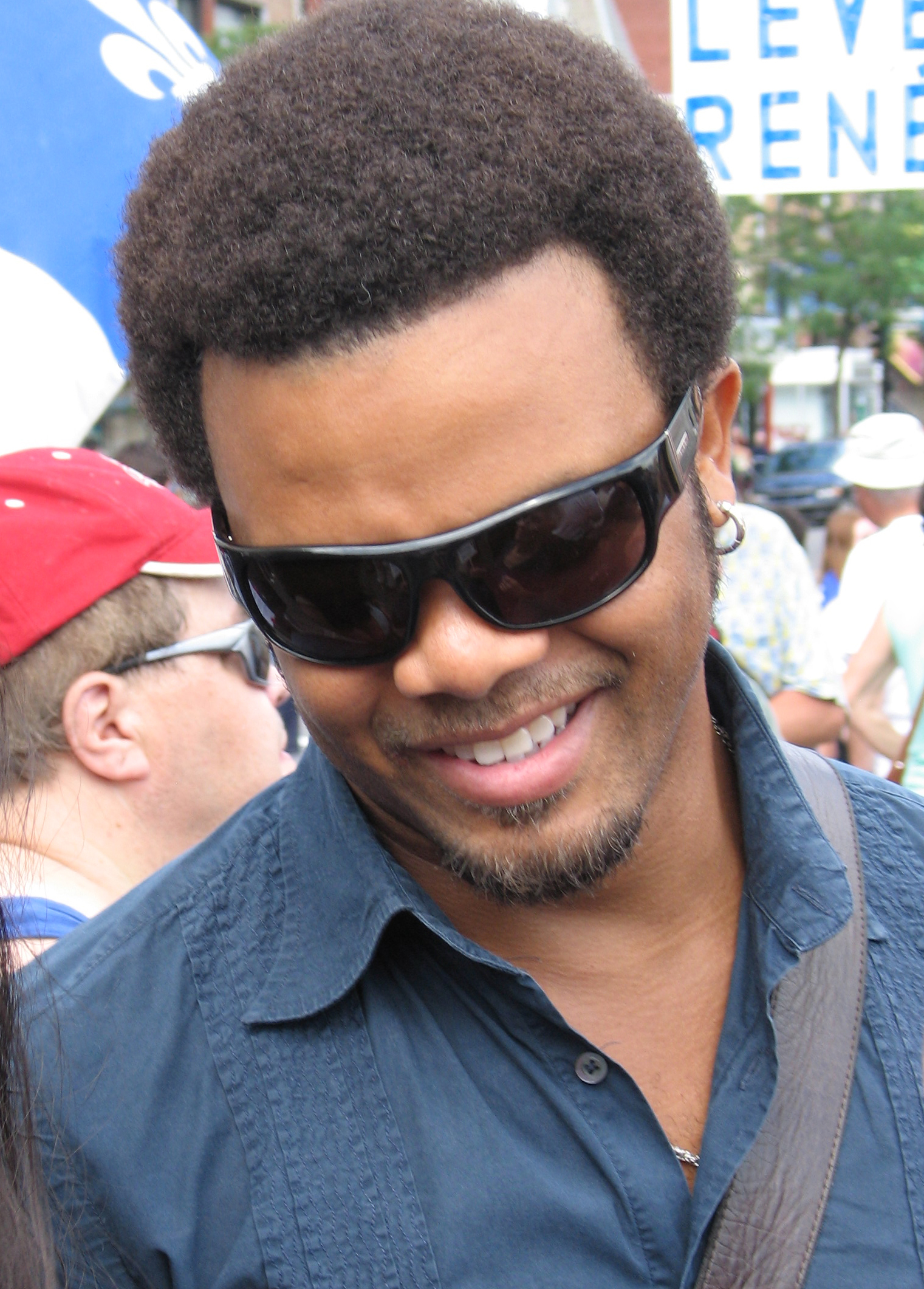
Luck Mervil (2007)

Luck Mervil (* 20. Oktober 1967 in Port-au-Prince, Haiti) ist ein haitianisch-kanadischer Schauspieler und Singer-Songwriter.

## Leben und Leistungen
Mervil wurde in Haiti geboren. Als er vier Jahre alt war, zog seine Familie nach Montreal und mit 12 Jahren nach New York. Im Alter von 17 Jahren kehrte er nach Montreal zurück. 1998 spielte er die Rolle des Zigeunerkönigs Clopin im Musical Notre Dame de Paris an der Seite von Bruno Pelletier, Daniel Lavoie, Hélène Ségara, Patrick Fiori, Julie Zenatti und Garou. Er tritt für die Souveränität Québecs ein und wurde 2004 von der Société Saint-Jean-Baptiste de Montréal als „Patriot des Jahres“ ausgezeichnet.
Als Schauspieler ist er in der Verwechslungskomödie The Cop, the Criminal and the Clown (2004) von Regisseur Alain Zaloum zu sehen. Er verkörperte darin den Freund der Hauptfigur, dargestellt von Roy Dupuis. Eine weitere Nebenrolle hatte er im Liebesdrama A Sunday in Kigali (2006), das inmitten des Genozids in Ruanda im Jahr 1994 spielt.

## Filmografie

### Als Schauspieler
- 1997: Sauve qui peut! (Fernsehserie)
- 1999: Notre-Dame de Paris
- 2001: Betty Fisher et autres histoires
- 2004: Le goût des jeunes filles
- 2004: The Cop, the Criminal and the Clown (C’est pas moi … c’est l’autre!)
- 2006: A Sunday in Kigali

### Als Komponist
- 2004: Le goût des jeunes filles

## Diskographie
- 1993: RudeLuck
- 1995: Two
- 1998: Pour le meilleur et pour le pire
- 1997: Aller Simple
- 2000: Luck Mervil
- 2003: Soul
- 2009: Ti peyi a